# Puente de Dandalo
El puente de Dandalo (en georgiano: დანდალოს ხიდი) es un puente arqueado de piedra medieval sobre el río Acharistsqali, cerca del pueblo de Dandalo. Es un monumento cultural de importancia nacional en Georgia. 

## Ubicación
El puente se encuentra sobre el río Acharistsqali, próximo al pueblo de Dandalo, en el Municipio de Keda, Ayaria, no muy lejos de la autopista de Batumi, a 60 km al este de la ciudad.

## Historia
La construcción del puente de Dandalo se remonta al siglo XI - XII y fue hecho de roca local.

## Descripción
El puente tiene 20 m de ancho y ambos lados se basan en la roca, lo que lo protege de ser arrastrado. La construcción se considera un monumento ejemplar de puentes de piedra arqueados georgianos.
El puente parece una letra S. En términos de técnicas de construcción, es mucho más difícil construir dicho puente, ya que las cargas están distribuidas de manera desigual.
En 2006, fue catalogado como un monumento cultural de importancia nacional en Georgia.